# Don Simpson
Donald Clarence "Don" Simpson (Seattle, Washington, 29 de outubro de 1943 - Bel Air, Califórnia, 19 de janeiro de 1996) foi um produtor, roteirista e ator estadunidense. Ele ficou conhecido pela sua parceria com Jerry Bruckheimer e eles produziram filmes nos anos 1980 e 1990.

## Carreira
Em 1983, Don Simpson conheceu Jerry Bruckheimer e eles produziram os filmes como Flashdance (1983), O Caça-Polícias (Beverly Hills Cop) (1984), Top Gun - Ases Indomáveis (Top Gun) (1986), Dias de Tempestade (Days of Thunder) (1990) e O Rochedo (The Rock) (1996).

## Filmografia
- Flashdance (1983)
- Ladrão de Corações (Thief of Hearts) (1984)
- O Caça-Polícias (Beverly Hills Cop) (1984)
- Top Gun - Ases Indomáveis (Top Gun) (1986)
- O Caça-Polícias II (Beverly Hills Cop II) (1987)
- Dias de Tempestade (Days of Thunder) (1990)
- Isto (Não) é um Rapto (The Ref) (1994)
- Os Bad Boys (Bad Boys) (1995)
- Maré Vermelha (Crimson Tide) (1995)
- Mentes Perigosas (Dangerous Minds) (1995)
- O Rochedo (The Rock) (1996)

## Morte
Don Simpson morreu de overdose de cocaína no dia 19 de Janeiro de 1996 e ele tinha 52 anos. O último filme produzido por Don Simpson foi O Rochedo (The Rock) (1996) e foi dedicado pela memória de Don Simpson.